# Bombax insigne
Bombax insigne là một loài thực vật có hoa trong họ Cẩm quỳ. Loài này được Wall. mô tả khoa học đầu tiên năm 1830.